# Museu Nacional do Desporto
O Museu Nacional do Desporto expõe testemunhos da história e cultura do desporto e do seu desenvolvimento material e científico. As chuteiras do Cristiano Ronaldo, as botas de Nelson Évora ou a Grand-Bi, antecessora da bicicleta, são algumas das peças do espólio. Inaugurado no Palácio Foz (Restauradores) a 12 de julho de 2012, ano em que Portugal comemorou os 100 anos de participação nos Jogos Olímpicos, o espaço resultou do convite público dirigido às federações desportivas para darem a conhecer o património que os atletas e as diversas modalidades deixaram. As instalações do Museu no Palácio Foz encerraram ao público em dezembro de 2022, para obras de conservação do edifício.
Centro Interpretativo do Jamor
O Museu Nacional do Desporto inaugurou em 2019 o Centro Interpretativo do Jamor, no Complexo de Piscinas, que pretende dar a conhecer a evolução do Centro Desportivo Nacional do Jamor (CDNJ), nas vertentes patrimonial, paisagística, desportiva, recreativa, cultural e ambiental. Conta com um espaço para exposições temporárias ligadas a esta temática e um serviço educativo de âmbito transversal. 
Itinerância de Exposições: Museu fora de Portas
O Museu Nacional do Desporto tem em curso, desde março de 2023, o projeto Museu Fora de Portas com itinerância de exposições. Tem também algumas exposições disponíveis para empréstimo e outras sob pedido. 
Biblioteca do Desporto

O Museu conta, ainda, com uma Biblioteca especializada em Desporto, que conta com um acervo de cerca de 60 000 itens registados. Desde as mais recentes e importantes monografias modernas sobre desporto e alguns exemplares de particular relevância histórica. São exemplos: o livro «De Arte Gymnastica», de Hieronymi Mercurialis, 1577 – considerado o primeiro livro de desporto editado no mundo –, ou a «Arte da Caça da Altanaria», de D. Francisco de Mello, de 1616 – um dos primeiros livros de temática desportiva relacionados com a caça –, o «Tratado de educação física dos meninos, para uso da Nação Portuguesa», de Francisco de Manuel Franco, publicado pela Academia Real das Ciências, em 1740, ou «Ginnastica Femminil», de F. Valletti, editado pela Real Casa de Milão, em 1892.